# Lexie Hull
Lexie Lauren Hull (Spokane, 13 settembre 1999) è una cestista statunitense, professionista nella WNBA.

## Carriera
È stata selezionata dalle Indiana Fever al primo giro del Draft WNBA 2022 (6ª scelta assoluta).